# Herrmann A. L. Degener
Herrmann August Ludwig Degener (* 1. August 1874 in Leipzig; † 1. August 1943 in Berlin) war ein deutscher Verleger und Herausgeber des weit verbreiteten und nach ihm benannten biografischen Nachschlagewerks Degeners Wer ist’s?.

## Leben
Der Sohn eines Großkaufmanns absolvierte eine Buchhandelslehre in Leipzig und setzte danach seine Ausbildung in Heidelberg, Oxford und London fort. Im November 1904 begründete Degener in Leipzig die Verlagsbuchhandlung H. A. Ludwig Degener, der er bis 1921 als tätiger Gesellschafter angehörte. In der Verlagsbuchhandlung erschien seit 1905 das Personenlexikon „Degener’s Wer ist’s?“. Dieses Werk wurde bis 1935 in zehn Ausgaben publiziert und entwickelte sich zum bedeutendsten biografischen Nachschlagewerk seiner Zeit in Deutschland. Im April 1910 folgte die Gründung des Zeitschriftenverlages Degener & Co. in Leipzig, aus dem Degener Ende 1919 wieder ausschied.
Nebenamtlich war Degener von 1911 bis 1927 als Vorsitzender der Deutschen Buchhändler-Lehranstalt tätig. Außerdem war er in dieser Zeit Schatzmeister der Zentralstelle für Deutsche Personen- und Familiengeschichte. 1921 unterzeichnete er einen Vertrag, durch den diese Zentralstelle in die Deutsche Bücherei in Leipzig eingebunden wurde. Von 1921 bis zu seinem Tod im Jahre 1943 leitete Degener als Geschäftsführer den neu gegründeten Verlag Chemie. 
Degener, der an Angina Pectoris litt, starb 1943 an seinem 69. Geburtstag. Seine Urne wurde im Familiengrab auf dem Neuen Johannisfriedhof in Leipzig beigesetzt.
Degener war seit 1900 mit Cécile Louise Lonchamp verheiratet.

## Ehrungen
- 1915 oder 1916 Königlich Sächsisches Kriegsverdienstkreuz[1]
- 1931 August-Wilhelm-von-Hofmann-Plakette der Deutschen Chemischen Gesellschaft
- 1931 Ehrensenator der Technischen Hochschule Karlsruhe